# Хамдуши, Адина-Мария
Адина-Мария Хамдуши (фр. Adina-Maria Hamdouchi; род. 25 августа 1979, Бухарест) — французская шахматистка, гроссмейстер (2003) среди женщин. Тренер.
В составе сборной Румынии участница Олимпиады (2006) в Турине и 6-го командного чемпионата Европы в Гётеборге (2005).
Замужем за марокканским гроссмейстером Хишамом Хамдуши.

## Изменения рейтинга
| Графики недоступны из-за технических проблем. См. информацию на Фабрикаторе и на mediawiki.org. |